# Hanna Melnychenko
Hanna Melnychenko (Tbilisi, 24 de abril  de 1983) é uma ex-atleta ucraniana, campeã mundial do heptatlo.
Conquistou a medalha de ouro no Campeonato Mundial de Atletismo de 2013 em Moscou, Rússia.